# كورنوفيكيو
كورنوفيكيو (بالإيطالية: Cornovecchio)‏ قرية بمقاطعة لودي بإقليم لومبارديا شمال إيطاليا. يبلغ عدد سكانها 219 نسمة.

## التطور الديموغرافي
- عنصر قائمة منقطة